# Јасон од Фере
Јасон од Фере (грчки: Ἰάσων ὁ Φεραῖος) је био владар Тесалије уочи успона Филипа II Македонског. 

## Биографија
Јасон је наследио свога оца Ликофрона I од Фере као тиранин и тагус (краљ) 370-тих година п. н. е. Значајно је унапредио тесалску војску. Током његове владавине Тесалија постаје једна од значајнијих фактора у Грчкој. Његови плаћеници чинили су познату тесалску коњицу. Јасон се заносио идејом о нападу на Персијско царство. Пре него што је писао Филипу Македонском, Исократ је послао Јасону писма у којима је преговарао око уједињења Грчке, што је Филип касније и успети. Јасона помиње и Ксенофонт у делу своје књиге који се бави Тебанском хегемонијом. Јасон је убијен 370. године п. н. е. приликом обиласка своје војске. Убијен је док је покушавао да раздвоји двојицу завађених војника. Наследио га је син Александар. 